# Albert iz Aachna
Albert iz Aachna (francosko: Albert d'Aix, latinsko: Albericus ali Albertus Aquensis), kanonik in kustos katedrale v Aachnu in kronist prve križarske vojne iz 12. stoletja. Natančen datum rojstva in smrti nista znana.  
Albert ni bil nikoli v Sveti deželi, vendar je napisal najobširnejše delo o prvi križarski vojni in križarskih državah na Orientu z naslovom Liber Christianae expeditionis pro ereptione, emundatione, restitutione sanctae Hierosolymitanae ecclesiae (Knjiga krščanskega pohoda za osvoboditev, očiščenje in  obnovo jeruzalemske cerkve). Delo v dvanajstih knjigah je bilo napisano med letoma 1125 in 1150 v latinskem jeziku. Zgodovina opisuje obdobje koncila v Clermontu, dogodke med prvo križarsko vojno in zgodnjo zgodovino Jeruzalemskega kraljestva in se nepričakovano konča z letom 1121.
Njegova Historia je bila v srednjem veku dobro poznana. Na veliko jo je uporabil Viljem iz Tira vprvih šesti knjigah svoje Belli sacri historia (Zgodovina svete vojne). Večina sodobnih zgodovinarji je Historio dolgo časa sprejemala brez zadržkov, v zadnjem času pa je njena zgodovinska vrednost postala sporna. Najboljši poznavalci kronike menijo, da so opisi dogodkov iz prve križarske voje na splošno realni, da pa vsebuje tudi nekaj legend. Albert, ki bil nikoli v Sveti dežali, se je izgleda veliko pogovarjal z udeleženci križarske vojne, ki so se vrnili v Evropo, ali je imel dostop do njihove korespondence. 

## Knjižne izdaje
Prva izdaja kronike je bila objavljena v Helmstedtu leta 1584. Kasneje je bila izdana tudi  v Recueil des historiens des croisades, zvezek iv, ki je izhajala v Parizu od leta 1841 do 1887. 